# Mistrzostwa Polski w Łucznictwie 2017
Mistrzostwa Polski w Łucznictwie 2017 – 81. edycja mistrzostw, która odbyła się w dniach 7–10 września 2017 roku na błoniach przy RCOS w Dobczycach.

## Medaliści

### Strzelanie z łuku klasycznego
Mężczyźni
| Konkurencja                | Złoto                                                                                     | Srebro                                                                                    | Brąz                                                                                      |
| Generalna indywidualnie    | Sławomir Napłoszek (Marymont Warszawa)                                                    | Maciej Fałdziński (Stella Kielce)                                                         | Maciej Fałdziński (Stella Kielce)                                                         |
| Generalna indywidualnie    | Sławomir Napłoszek (Marymont Warszawa)                                                    | Maciej Fałdziński (Stella Kielce)                                                         | Mateusz Ogrodowczyk (Surma Poznań)                                                        |
| Generalna drużynowo        | Marymont Warszawa I Kacper Sierakowski Sławomir Napłoszek Piotr Starzycki Michał Zalewski | Stella Kielce I Maciej Fałdziński Mateusz Bucki Dawid Kulik Daniel Szkuta                 | Resovia Rzeszów Tomasz Czyż Paweł Czyż Andrzej Wiącek Kamil Malita                        |
| Generalna drużynowo        | Marymont Warszawa I Kacper Sierakowski Sławomir Napłoszek Piotr Starzycki Michał Zalewski | Stella Kielce I Maciej Fałdziński Mateusz Bucki Dawid Kulik Daniel Szkuta                 | Sokół Radom Jacek Kwaczyński Robert Kornafel Kamil Kośla                                  |
| Zawody indywidualne (30 m) | Adam Ścibski (Karima Prząsław)                                                            | Sławomir Napłoszek (Marymont Warszawa)                                                    | Dariusz Biela (Płaszowianka Kraków)                                                       |
| Zawody indywidualne (30 m) | Adam Ścibski (Karima Prząsław)                                                            | Sławomir Napłoszek (Marymont Warszawa)                                                    | Michał Zalewski (Marymont Warszawa)                                                       |
| Zawody indywidualne (50 m) | Michał Zalewski (Marymont Warszawa)                                                       | Grzegorz Warias (Dąbrovia Dąbrowa Tarnowska)                                              | Oskar Kasprowski (Łucznik Żywiec)                                                         |
| Zawody indywidualne (50 m) | Michał Zalewski (Marymont Warszawa)                                                       | Grzegorz Warias (Dąbrovia Dąbrowa Tarnowska)                                              | Dariusz Biela (Płaszowianka Kraków)                                                       |
| Zawody indywidualne (90 m) | Adam Jurzak (Unia Pielgrzymka)                                                            | Sławomir Napłoszek (Marymont Warszawa)                                                    | Oskar Kasprowski (Łucznik Żywiec)                                                         |
| Zawody indywidualne (90 m) | Adam Jurzak (Unia Pielgrzymka)                                                            | Sławomir Napłoszek (Marymont Warszawa)                                                    | Sławomir Michalak (ROKIS Radzymin)                                                        |
| Zawody drużynowe (30 m)    | Płaszowianka Kraków Dariusz Biela Mirosław Przygoda Paweł Sołtys Rafał Cichy-Choroniewski | Dąbrovia Dąbrowa Tarnowska Grzegorz Warias Bartosz Skowron Dawid Kot                      | Sokół Radom Jacek Kwaczyński Kamil Kośla Robert Kornafel                                  |
| Zawody drużynowe (30 m)    | Płaszowianka Kraków Dariusz Biela Mirosław Przygoda Paweł Sołtys Rafał Cichy-Choroniewski | Dąbrovia Dąbrowa Tarnowska Grzegorz Warias Bartosz Skowron Dawid Kot                      | Marymont Warszawa I Sławomir Napłoszek Kacper Sierakowski Michał Zalewski Piotr Starzycki |
| Zawody drużynowe (50 m)    | Marymont Warszawa I Sławomir Napłoszek Kacper Sierakowski Piotr Starzycki Michał Zalewski | Sokół Radom Jacek Kwaczyński Robert Kornafel Kamil Kośla                                  | Płaszowianka Kraków Dariusz Biela Mirosław Przygoda Paweł Sołtys Rafał Cichy-Choroniewski |
| Zawody drużynowe (50 m)    | Marymont Warszawa I Sławomir Napłoszek Kacper Sierakowski Piotr Starzycki Michał Zalewski | Sokół Radom Jacek Kwaczyński Robert Kornafel Kamil Kośla                                  | Łucznik Żywiec I Oskar Kasprowski Patryk Cacak Szymom Kurowski                            |
| Zawody drużynowe (90 m)    | Łucznik Żywiec I Oskar Kasprowski Szymom Kurowski Patryk Cacak                            | Marymont Warszawa I Kacper Sierakowski Sławomir Napłoszek Piotr Starzycki Michał Zalewski | Sokół Radom Jacek Kwaczyński Robert Kornafel Kamil Kośla                                  |
| Zawody drużynowe (90 m)    | Łucznik Żywiec I Oskar Kasprowski Szymom Kurowski Patryk Cacak                            | Marymont Warszawa I Kacper Sierakowski Sławomir Napłoszek Piotr Starzycki Michał Zalewski | ROKIS Radzymin Robert Marcinkiewicz Sławomir Michalak Adam Wytrykus Paweł Paczuski        |

Kobiety
| Konkurencja                | Złoto                                                                     | Srebro                                                                                                | Brąz                                                                                                  |
| Generalna indywidualnie    | Sylwia Zyzańska (Łucznik Żywiec)                                          | Karina Lipiarska-Pałka (Grot Zabierzów)                                                               | Marlena Kocaj (Resovia Rzeszów)                                                                       |
| Generalna indywidualnie    | Sylwia Zyzańska (Łucznik Żywiec)                                          | Karina Lipiarska-Pałka (Grot Zabierzów)                                                               | Joanna Rząsa (Łucznik Żywiec)                                                                         |
| Generalna drużynowo        | Łucznik Żywiec I Sylwia Zyzańska Natalia Leśniak Wioleta Myszor           | Stella Kielce Małgorzata Góral Marta Maciejewska Aleksandra Baran Oliwia Żelazna                      | Talent Wrocław Adrianna Trzebińska Anna Marzec Maja Banaszewska-Dudek Anna Futyma                     |
| Generalna drużynowo        | Łucznik Żywiec I Sylwia Zyzańska Natalia Leśniak Wioleta Myszor           | Stella Kielce Małgorzata Góral Marta Maciejewska Aleksandra Baran Oliwia Żelazna                      | Obuwnik Prudnik Milena Barakońska Karolina Farasiewicz Dominika Koszańska                             |
| Zawody indywidualne (30 m) | Joanna Rząsa (Łucznik Żywiec)                                             | Natalia Leśniak (Łucznik Żywiec)                                                                      | Kamila Napłoszek (Marymont Warszawa)                                                                  |
| Zawody indywidualne (30 m) | Joanna Rząsa (Łucznik Żywiec)                                             | Natalia Leśniak (Łucznik Żywiec)                                                                      | Karin Lipiarska-Pałka (Grot Zabierzów)                                                                |
| Zawody indywidualne (50 m) | Wioleta Myszor (Łucznik Żywiec)                                           | Sylwia Zyzańska (Łucznik Żywiec)                                                                      | Gloria Juszczuk (Łucznik Żywiec)                                                                      |
| Zawody indywidualne (50 m) | Wioleta Myszor (Łucznik Żywiec)                                           | Sylwia Zyzańska (Łucznik Żywiec)                                                                      | Joanna Rząsa (Łucznik Żywiec)                                                                         |
| Zawody indywidualne (60 m) | Sylwia Zyzańska (Łucznik Żywiec)                                          | Natalia Leśniak (Łucznik Żywiec)                                                                      | Karin Lipiarska-Pałka (Grot Zabierzów)                                                                |
| Zawody indywidualne (60 m) | Sylwia Zyzańska (Łucznik Żywiec)                                          | Natalia Leśniak (Łucznik Żywiec)                                                                      | Milena Barakońska (Obuwnik Prudnik)                                                                   |
| Zawody drużynowe (30 m)    | Łucznik Żywiec I Sylwia Zyzańska Natalia Leśniak Wioleta Myszor           | Dąbrovia Dąbrowa Tarnowska Katarzyna Mickiewicz Agata Bulwa Małgorzata Mickiewicz Gabriela Kłos-Kufel | Łucznik Żywiec II Joanna Rząsa Gloria Juszczuk Zuzanna Grzymek Paulina Lach                           |
| Zawody drużynowe (30 m)    | Łucznik Żywiec I Sylwia Zyzańska Natalia Leśniak Wioleta Myszor           | Dąbrovia Dąbrowa Tarnowska Katarzyna Mickiewicz Agata Bulwa Małgorzata Mickiewicz Gabriela Kłos-Kufel | Obuwnik Prudnik Milena Barakońska Karolina Farasiewicz Dominika Koszańska                             |
| Zawody drużynowe (50 m)    | Łucznik Żywiec I Natalia Leśniak Wioleta Myszor Sylwia Zyzańska           | Łucznik Żywiec II Joanna Rząsa Zuzanna Grzymek Gloria Juszczuk Paulina Lach                           | Obuwnik Prudnik Karolina Farasiewicz Milena Barakońska Dominika Koszańska                             |
| Zawody drużynowe (50 m)    | Łucznik Żywiec I Natalia Leśniak Wioleta Myszor Sylwia Zyzańska           | Łucznik Żywiec II Joanna Rząsa Zuzanna Grzymek Gloria Juszczuk Paulina Lach                           | Dąbrovia Dąbrowa Tarnowska Katarzyna Mickiewicz Agata Bulwa Małgorzata Mickiewicz Gabriela Kłos-Kufel |
| Zawody drużynowe (60 m)    | Obuwnik Prudnik Milena Barakońska Karolina Farasiewicz Dominika Koszańska | Łucznik Żywiec I Sylwia Zyzańska Natalia Leśniak Wioleta Myszor                                       | Łucznik Żywiec II Joanna Rząsa Gloria Juszczuk Zuzanna Grzymek Paulina Lach                           |
| Zawody drużynowe (60 m)    | Obuwnik Prudnik Milena Barakońska Karolina Farasiewicz Dominika Koszańska | Łucznik Żywiec I Sylwia Zyzańska Natalia Leśniak Wioleta Myszor                                       | Dąbrovia Dąbrowa Tarnowska Katarzyna Mickiewicz Agata Bulwa Małgorzata Mickiewicz Gabriela Kłos-Kufel |

Konkurencje mieszane
| Konkurencja            | Złoto                                                   | Srebro                                                    | Brąz                                                       |
| Generalna              | Stella Kielce III Aleksandra Baran Dawid Kulik          | Marymont Warszawa II Maria Chrostowska Sławomir Napłoszek | Łucznik Żywiec III Joanna Rząsa Patryk Cacak               |
| Generalna              | Stella Kielce III Aleksandra Baran Dawid Kulik          | Marymont Warszawa II Maria Chrostowska Sławomir Napłoszek | Resovia Rzeszów I Małgorzata Trojnar Tomasz Czyż           |
| Zawody mieszane (30 m) | Marymont Warszawa I Kamila Napłoszek Sławomir Napłoszek | Łucznik Żywiec I Sylwia Zyzańska Oskar Kasprowski         | Sokół Radom I Małgorzata Sobieraj Jacek Kwaczyński         |
| Zawody mieszane (30 m) | Marymont Warszawa I Kamila Napłoszek Sławomir Napłoszek | Łucznik Żywiec I Sylwia Zyzańska Oskar Kasprowski         | Łucznik Żywiec II Natalia Leśniak Patryk Cacak             |
| Zawody mieszane (50 m) | Marymont Warszawa I Kamila Napłoszek Sławomir Napłoszek | Łucznik Żywiec I Joanna Rząsa Oskar Kasprowski            | Łucznik Żywiec III Katarzyna Mickiewicz Grzegorz Warias    |
| Zawody mieszane (50 m) | Marymont Warszawa I Kamila Napłoszek Sławomir Napłoszek | Łucznik Żywiec I Joanna Rząsa Oskar Kasprowski            | Dąbrovia Dąbrowa Tarnowska Wioletta Myszor Szymon Kurowski |

### Strzelanie z łuku bloczkowego
| Konkurencja           | Złoto                                                                           | Srebro                                                      | Brąz                                                                                   |
| Indywidualne mężczyzn | Łukasz Przybylski (A3D Toszek)                                                  | Filip Szeląg (A3D Toszek)                                   | Michał Gomoliszek (Strzelec Legnica)                                                   |
| Indywidualne mężczyzn | Łukasz Przybylski (A3D Toszek)                                                  | Filip Szeląg (A3D Toszek)                                   | Krzysztof Gorczyca (Strzelec Legnica)                                                  |
| Indywidualne kobiet   | Anna Stanieczek (Orlik Goleszów)                                                | Renata Leśniak (MGOKiS Dobczyce)                            | Barbara Mikołajczak (Sukces Gorzów Wielkopolski)                                       |
| Indywidualne kobiet   | Anna Stanieczek (Orlik Goleszów)                                                | Renata Leśniak (MGOKiS Dobczyce)                            | Marzena Daduń (Orlik Goleszów)                                                         |
| Drużynowo mężczyzn    | Strzelec Legnica Jan Wojtas Krzysztof Gorczyca Michał Gomoliszek Tomasz Terlega | Marymont Warszawa Andrzej Presko Marcin Affek Tomasz Sałata | SKS Raszówka Mariusz Walada Jerzy Dzikowski Paweł Kraszewski Stanisław Włodarczyk      |
| Drużynowo mężczyzn    | Strzelec Legnica Jan Wojtas Krzysztof Gorczyca Michał Gomoliszek Tomasz Terlega | Marymont Warszawa Andrzej Presko Marcin Affek Tomasz Sałata | A3D Toszek Łukasz Przybylski Filip Szeląg Krzysztof Czarnecki Władysław Andruszkiewicz |
| Drużynowo mieszane    | MGOKiS Dobczyce Renata Leśniak Słanisław Łukasik                                | Strzelec Legnica I Kamila Trocha Michał Gomoliszek          | SKS Raszówka I Paulina Ostrowska Mariusz Walada                                        |
| Drużynowo mieszane    | MGOKiS Dobczyce Renata Leśniak Słanisław Łukasik                                | Strzelec Legnica I Kamila Trocha Michał Gomoliszek          | Strzelec Legnica II Natalia Antoniak Jerzy Dzikowski                                   |